# Атрибут (изкуство)
Атрибут (от латински: attribuere: „приписвам“, „придавам“; attributum: „придаденото“) в изобразителното изкуство е характерната прибавка на даден образ, която спомага за неговото ясно разпознаване.
Например, антична еленистична статуя на мъж, който има перо на шапката си и криле на петите си, ясно може да се идентифицира, че изобразения мъж е именно старогръцкия бог Хермес, тъй като перото на шапката и крилете на петите му са неговите характерни атрибути, които го „издават“.
За разлика от това, характеризиращи предмети, които сами по себе си имат някакво значение или представляват нещо друго, замествайки го, се наричат символ (които от своя страна могат да имат свои си атрибути).

## Атрибут на алегорията
Атрибутът на алегорията е предмет, който прави алегорията разпознаваема. По този начин една фигура (в митология, легенда и пр.) се превръща в олицетворение на цялата концепция: Към алегорията на справедливостта, например, традиционно принадлежат везните (които „претеглят вината и невинността“) и превръзката на очите („сляпа справедливост“), а алегорията на смъртта включва коса (както „мрачната жътварка“, която коси хората) или череп (като череп в костницата).

## Атрибути на дейността
Професиите често се свързват с определени атрибути. Лекарите често се изобразяват с епроветка в ръка или мерейки пулса на сърцето, анатомите с дисекционен нож, а учените с книга или писалка.

## Атрибути на светци
Конкретни хора, ситуации и пространства също могат да бъдат разпознати чрез атрибутите, които съдържат. Иконографските атрибути на светци, като например, ключът в изображенията на апостол Петър, съответстват на пасажа от Библията: „Ще ти дам ключовете на небесното царство.“ [Матей 16:19] и по този начин се превръщат в недвусмислен символ на Симон Петър.

## Примери
- Бог Аполон със стрелата, която носи смърт и чума, богиня Артемида с лък, колчан и ловно куче; Гръцка керамика, около 470 г. пр. н. е.
- Франческо дел Коса: Свети Петър с ключ, 1473 г.
- Древногръцкият бог Хермес пред дворец Сансуси с характерните за него крилати сандали, крилата шапка и вестителския жезъл, керкейон.
- Статуя на римския бог Меркурий, съответстващ на старогръцкия бог Хермес, с неговите атрибути крилат шлем, змийски жезъл, крилати обувки, портмоне, петел и козел; 17 век
- Алегория на справедливостта (Юстиция) в съдебна палата в Мюнхен, с атрибути: везни и меч, 1897 г.
- Вулкан, римският бог на ковачеството с чук, наковалня и ковачен огън на портата на двореца Дрезденски Цвингер, 1715 г. (историческа снимка от 1945 г., Deutsche Fotothek)
- Свети Елигий като покровител на ковачите на северния портал на църквата Оджа на о. Готланд с чук и клещи; 14 век
- Смъртта като скелет със сърп, на карти таро, от средата на 15 век